# Пеккер Григорій Ілліч
Пеккер Григорій Ілліч (11 (24) жовтня 1905, Павлоград — 14 жовтня 1983, Новосибірськ) — радянський віолончеліст і музичний педагог.

## Біографія
З музичної сім'ї. З дитинства грав на фортепіано і віолончелі. У віці 11 років вступив в Петербурзьку консерваторію, навчався грі на віолончелі у французького педагога Л. Аб'яте. Після того як в 1919 році Аб'яте виїхав з Росії, Пеккер перейшов в клас Є. В. Вольф-Ізраеля.
Брав участь в Громадянській війні на боці Червоної армії, брав участь у боях на Каховському плацдармі. У грудні 1923 року взяв участь в першому виконанні Тріо ор.8 Д. Д. Шостаковича, в той момент теж учня консерваторії. Пеккер закінчив консерваторію в 1924 році. У 1925—1926 роках він був концертмейстером і солістом Російсько-японського симфонічного оркестру, разом з ним гастролював в Китаї і Японії.
У 1927 році виїхав до Німеччини. З 1927 по 1929 рік удосконалювався в Лейпцизькій консерваторії у Ю. Кленгеля. З 1929 року жив у Берліні. Їздив з гастролями по Німеччині, Франції, Нідерландам, Польщі. У 1934 році, після приходу до влади Гітлера, повернувся до СРСР.
З 1934 по 1937 рік викладав гру на віолончелі в Московській консерваторії, читав також курс методики навчання грі на віолончелі. У 1935 році отримав звання доцента. Часто виступав з концертами в Москві і інших містах СРСР. Віддавав перевагу творчості західних композиторів.
У 1938 році переїхав до Києва, де став викладачем консерваторії (з 1947 року професор). У 1947—1951 роках грав у Квартеті ім. Вільома.
У 1957 році переїхав до Новосибірська, і майже до кінця життя викладав гру на віолончелі в Новосибірській консерваторії. Також читав курс методики навчання грі на віолончелі.